# Scream & Shout
„Scream & Shout“ je singl amerického rappera will.i.ama, který si k němu přizval svou dlouholetou kamarádku a úžasnou zpěvačku Britney Spears. Singl bodoval jak v americkém žebříčku Billboard Hot 100, tak po celém světě. Za 3 měsíce ho na YouTube zhlédlo více než 15 milionů lidí. Stal se číslem 1 ve více než 75 zemích světa, čímž zlomil světový rekord.[zdroj?] Píseň přitom nebyla nijak zvlášť propagována.[zdroj?] Singl je v mnoha zemích platinový a slaví velké úspěchy dodnes.[zdroj?]
K singlu byl natočen také hip hopový remix, který však neměl příliš velký úspěch.

## Hudební příčky
| Období (2013)          | Max. příčka |
| ---------------------- | ----------- |
| Austrálie              | 2           |
| Rakousko               | 1           |
| Kanada                 | 1           |
| Francie                | 1           |
| Německo                | 1           |
| Irsko                  | 1           |
| Nový Zéland            | 1           |
| Švýcarsko              | 1           |
| Velká Británie         | 1           |
| U.S. Billboard Hot 100 | 3           |